# NGC 7558
NGC 7558 ist eine Galaxie vom Hubble-Typ S? im Sternbild Pegasus nördlich der Ekliptik. Sie ist schätzungsweise 405 Millionen Lichtjahre von der Milchstraße entfernt und hat einen Durchmesser von etwa 45.000 Lichtjahren.
Gemeinsam mit NGC 7547, NGC 7549 und NGC 7550 bildet sie die Galaxiengruppe HCG 93.
Das Objekt wurde am 3. November 1864 vom deutschen Astronomen Albert Marth entdeckt.